# Symplocos bolivarana
Symplocos bolivarana är en tvåhjärtbladig växtart som beskrevs av Leandro Aristeguieta. Symplocos bolivarana ingår i släktet Symplocos och familjen Symplocaceae. Inga underarter finns listade i Catalogue of Life.